# Liste alphabétique des conventions collectives en France
Pour la liste par numéro, voir Liste des conventions collectives en France par numéro.
Cet article dresse la liste alphabétique des conventions collectives en France.
Les conventions collectives sont des contrats conclus entre les organisations professionnelles d’employeurs et les syndicats de salariés. Elles traitent des conditions de travail et d’emploi et des garanties sociales des salariés. Certaines conventions sont « étendues », à toutes les activités semblables, à tous les employés et employeurs des activités citées. Ces conventions étendues sont alors publiées au Journal officiel. Disponibles en téléchargement gratuit sur un site tel legifrance.fr, elles sont aussi publiées dans un Bulletin officiel des conventions collectives (BOCC).

## A
- 3111 abattoirs, ateliers de découpe, conditionnement de volailles
- 3156 activités du déchet
- 3102 activités industrielles de boulangerie et pâtisserie
- 3023 aéraulique (installation, entretien, réparation et dépannage de matériel aéraulique, thermique et frigorifique)
- 3142 agences de presse
- 3061 agences de voyages et de tourisme (personnel des), tourisme, guides accompagnateurs
- 3217 aide ou maintien à domicile (organismes d’)
- 3321 aides familiales rurales et personnel de l’aide à domicile en milieu rural (admr) associations locales, fédérations, union nationale et comités régionaux
- 3166 alimentation (entrepôts d’) - remplacée par la convention collective du commerce de détail et de gros à prédominance alimentaire
- 3092 alimentation (industries alimentaires)
- 3155 ameublement (fabrication)
- 3114 analyses médicales (laboratoires extra-hospitaliers)
- 3246 animation
- 3309 assainissement et maintenance industrielle
- 3279 assistance (société d’)
- 3317 assistants maternels du particulier employeur
- 3306 associations agréées de surveillance de la qualité de l’air
- 3267 assurance (inspection d’)
- 3265 assurances (sociétés d’)
- 3016 ateliers et chantiers d'insertion
- 3296 audio-vidéo informatique
- 3055 autoroutes (sociétés d’)

- Haut – A
- B
- C
- D
- E
- F
- G
- H
- I
- J
- K
- L
- M
- N
- O
- P
- Q
- R
- S
- T
- U
- V
- W
- X
- Y
- Z

## B
- 3161 banque
- 3002 bâtiment (etam - iac)
- 3107 bâtiment et travaux publics
- 3193 bâtiment - ouvriers (entreprises occupant jusqu’à dix salariés)
- 3258 bâtiment - ouvriers (entreprises occupant plus de dix salariés)
- 3032 bâtiment - région parisienne
- 3051 bijouterie, joaillerie, orfèvrerie et activités qui s’y rattachent
- 3270 biscotteries, biscuiteries, céréales prêtes à consommer ou à préparer, chocolateries, confiseries, aliments de l’enfance et de la diététique, des préparations pour entremets et desserts ménagers
- 3074 blanchisserie, laverie, location de linge, nettoyage à sec, pressing et teinturerie
- 3247 boissons - eaux embouteillées et boissons rafraîchissantes sans alcool et bière (activité de production)
- 3101 boucherie, boucherie-charcuterie et boucherie hippophagique
- 3117 boulangerie-pâtisserie
- 3257 bourse
- 3253 boyauderie
- 3232 bricolage - vente au détail en libre-service
- 3291 voir journalistes
- 3222 voir golf
- 3185 voir laboratoires cinématographiques et sous-titrage
- 3026 brochure remplacée par pâtes alimentaires sèches et couscous non préparé
- 3030 brochure remplacée par pâtes alimentaires sèches et couscous non préparé
- 3092 brochure remplacée par pâtes alimentaires sèches et couscous non préparé
- 3124 brochure remplacée par pâtes alimentaires sèches et couscous non préparé
- 3179 brochure remplacée par pâtes alimentaires sèches et couscous non préparé
- 3270 brochure remplacée par pâtes alimentaires sèches et couscous non préparé
- 3127 brochure remplacée par pâtes alimentaires sèches et couscous non préparé
- 3125 brochure remplacée par pâtes alimentaires sèches et couscous non préparé
- 3018 bureaux d’études techniques, cabinets d’ingénieurs conseils, sociétés de conseils (syntec)

- Haut – A
- B
- C
- D
- E
- F
- G
- H
- I
- J
- K
- L
- M
- N
- O
- P
- Q
- R
- S
- T
- U
- V
- W
- X
- Y
- Z

## C
- 3078 cabinets d’avocats
- 3255 cabinets dentaires
- 3168 cabinets médicaux (personnel)
- 3295 cabinets ou entreprises d’expertises en automobiles
- 3101 cadres
- 3297 cafétérias et assimilés (chaînes)
- 3046 caoutchouc
- 3176 camping industries du camping, tourisme
- 3081 carrières et matériaux (industries de) (ouvriers, employés, techniciens, agents de maîtrise, cadres)
- 3135 cartonnage (industrie du)
- 3167 casinos
- 3604 caves coopératives vinicoles et leurs unions
- 3220 centres de gestion agréés
- 3603 centres équestres
- 3218 centres sociaux et socioculturels
- 3035 céramique d’art céramique de bijouterie, fabrication d’émaux cloisonnés, émaillage sur métaux précieux
- 3319 chaînes thématiques
- 3263 charbonnière - importation et commerce de gros
- 3133 charcuterie (de détail)
- 3125 charcutières (industries) - salaisons, charcuterie en gros et conserves de viandes
- 3601 chasse et pêche (gardes-chasse et gardes-pêche particuliers)
- 3163 chaussure, articles chaussants (industries de la)
- 3008 chaussure (détaillants en)
- 3120 chaussure (employés des entreprises à succursales du commerce de détail de la)
- 3064 chaux (industries de la fabrication de la) - ouvriers - etdam - cadres
- 3108 chimie (industries chimiques)
- 3174 cinéma (industrie, distribution)
- 3159 coiffure et professions connexes
- 3004 combustibles solides, liquides, gazeux et produits pétroliers (négoce et distribution des)
- 3021 commerce à prédominance alimentaire - remplacée par la convention collective du commerce de détail et de gros à prédominance alimentaire
- 3244 commerce de détail des fruits et légumes, épicerie et produits laitiers lait, épicier détaillant, alimentation, crémerie, crémier, fromages, supérettes, supermarchés, commerce de boissons, alcool, spiritueux, commerce de pain, de pâtisserie, vente de produits biologiques, bio
- 3305 commerce de détail et de gros à prédominance alimentaire
- 3251 commerces de détail non alimentaires
- 3044 commerces de gros
- 3148 commerces de gros en bonneterie, lingerie, confection, mercerie, chaussures et négoces connexes
- 3311 commerces de quincaillerie, fournitures industrielles, fers-métaux et équipements de la maison
- 3222 commissaires-priseurs - études et organismes professionnels
- 3224 confiserie, chocolaterie biscuiterie (détaillants et détaillants fabricants)
- 3045 confiserie, chocolaterie, biscuiterie et alimentation fine (commerce de gros de) et négociants-distributeurs de levure
- 3149 conseils juridiques (cabinets) remplacé par la brochure no 3078 cabinets d'avocats (personnel salarié et avocats salariés) ]
- 3607 conserveries coopératives et sica
- 3248 construction-promotion
- 3072 coopératives de consommation
- 3616 coopératives agricoles de céréales, de meunerie, d’approvisionnement, d’alimentation du bétail et d’oléagineux
- 3013 coopératives de consommation - gérants non salaries
- 3612 coopératives et sociétés d'intérêt collectif agricole (sica) bétail et viande
- 3015 cordonnerie
- 3185 couture parisienne
- 3058 cuirs et peaux (industrie des)

- Haut – A
- B
- C
- D
- E
- F
- G
- H
- I
- J
- K
- L
- M
- N
- O
- P
- Q
- R
- S
- T
- U
- V
- W
- X
- Y
- Z

## D
- 3033 dentaire (négoce en fourniture)
- 3260 désinfection – désinsectisation - dératisation
- 3121 distributeurs conseils hors domicile (distributeurs chd)
- 3316 distribution directe documents, journaux et objets publicitaires non adressés distribués gratuitement dans les boîtes à lettres, journaux gratuits

- Haut – A
- B
- C
- D
- E
- F
- G
- H
- I
- J
- K
- L
- M
- N
- O
- P
- Q
- R
- S
- T
- U
- V
- W
- X
- Y
- Z

## E
- cartable
- 3181 édition de musique
- 3076 électronique, audiovisuel, équipement ménager (commerces et services)
- 3229 enseignement privé
- 3320 enseignement privé (1e édition) Personnels administratifs, personnels d'éducation et documentalistes
- 3235 enseignement privé à distance
- 3209 enseignement technique hors contrat (personnels enseignants, chefs de travaux)
- 3605 entraînement de chevaux de courses au trot
- 3277 entrepreneurs de spectacles et artistes dramatiques, lyriques, chorégraphiques, marionnettistes, de variétés et musiciens en tournées
- 3226 entreprises artistiques et culturelles
- 3606 entreprises d’accouvage et de sélection
- 3062 entreprises d’architecture
- 3110 entreprises de courtage d’assurances et/ou de réassurances
- 3188 entreprises de crédit immobilier
- 3302 entreprises des services d’eau et d’assainissement
- 3333 entreprises de vente à distance
- 3617 entreprises du paysage (salariés non cadres)
- 3610 entreprises paysagistes (personnel d’encadrement)
- 3275 espaces de loisirs, d’attractions et culturels (ccnelac)
- 3615 établissements d’entraînement de chevaux de courses au galop
- 3284 établissements de suite et de réadaptation prives - sneserp
- 3274 établissements et services prives, sanitaires, sociaux et médico-sociaux crrr - remplacée par la brochure relative à l'hospitalisation privée
- 3198 établissements prives d’hospitalisation, de soins, de cure et de garde à but non lucratif
- 3266 étudiants (maisons d’)
- 3145 expertises en matière d’évaluations industrielles et commerciales
- 3020 experts-comptables et commissaires aux comptes (cabinets)
- 3097 exploitation cinématographique
- 3178 exploitations frigorifiques

- Haut – A
- B
- C
- D
- E
- F
- G
- H
- I
- J
- K
- L
- M
- N
- O
- P
- Q
- R
- S
- T
- U
- V
- W
- X
- Y
- Z

## F
- 3281 fabrication du verre à la main, semi-automatique et mixte
- 3019 fabriques d’articles de papeterie et de bureau
- 3236 flaconnage (commerce du)
- 3010 Fleuristes, vente et services des animaux familiers
- 3614 fleurs, fruits et légumes, pommes de terre (coopératives et sica)
- 3249 formation (organismes de)
- 3067 fourrure
- 3233 fruits et légumes (expédition et exportation)

- Haut – A
- B
- C
- D
- E
- F
- G
- H
- I
- J
- K
- L
- M
- N
- O
- P
- Q
- R
- S
- T
- U
- V
- W
- X
- Y
- Z

## G
- 3139 ganterie de peau
- 3144 gardiens, concierges et employés d’immeubles
- 3205 géomètres-experts, topographes, photogrammètres, experts-fonciers en attente d'une nouvelle convention collective nationale des cabinets ou entreprises de géomètres-experts, géomètres topographes, photogrammètres, experts-fonciers
- 3030 glaces, sorbets, crèmes glacées (industrie)
- 3283 golf
- 3082 grands magasins et magasins populaires
- 3094 guides interprètes (agences de voyages)

- Haut – A
- B
- C
- D
- E
- F
- G
- H
- I
- J
- K
- L
- M
- N
- O
- P
- Q
- R
- S
- T
- U
- V
- W
- X
- Y
- Z

## H
- 3241 habillement (commerce de détail)
- 3098 habillement (industries de l’)
- 3065 habillement (maisons à succursales de vente au détail)
- 3221 habitat - pact et arim
- 3116 handicapes - établissements et services pour les personnes inadaptées et handicapées
- 3292 hôtels, cafés, restaurants restaurant, tourisme, hôtel de préfecture, cafés-tabacs
- 3191 hlm (sociétés coopératives)
- 3240 horlogerie bijouterie
- 3152 horlogerie - commerce de gros
- 3192 hospitalisation - établissements médicaux pour enfants et adolescents - brochure remplacée celle relative à l'hospitalisation privée
- 3197 hospitalisation - établissements privés sanitaires et sociaux (uhp) - brochure remplacée celle relative à l'hospitalisation privée
- 3307 hospitalisation privée
- 3132 hospitalisation privée à but lucratif établissements privés de santé, hôpitaux, cliniques, maisons de retraite pour personnes âgées cette brochure a été remplacée par la brochure no 3307 relative à l'hospitalisation privée
- 3271 hôtellerie de plein air, terrain de camping
- 3231 hôtels de tourisme trois, quatre et quatre étoiles de luxe (région parisienne)
- 3003 hôtels et restaurants (chaînes)
- 3037 huissiers de justice (personnel)

- Haut – A
- B
- C
- D
- E
- F
- G
- H
- I
- J
- K
- L
- M
- N
- O
- P
- Q
- R
- S
- T
- U
- V
- W
- X
- Y
- Z

## I
- 3090 immobilier (administrateurs de biens, sociétés immobilières, agents immobiliers)
- 3100 importation-exportation de France métropolitaine (entreprises de commerce et de commission d’)
- 3138 imprimeries de labeur et industries graphiques
- 3280 industrie de la fabrication des ciments
- 3113 industrie des panneaux à base de bois
- 3128 industries agricoles et alimentaires
- 3238 industries céramiques de France
- 3127 industries de produits alimentaires élaborés
- 3276 institutions de retraites complémentaires, institutions de prévoyance
- 3171 instruments à écrire et industries connexes

- Haut – A
- B
- C
- D
- E
- F
- G
- H
- I
- J
- K
- L
- M
- N
- O
- P
- Q
- R
- S
- T
- U
- V
- W
- X
- Y
- Z

## J
- 3272 jardineries, graineteries
- 3602 jardiniers et jardiniers-gardiens de propriétés privées
- 3130 jeux, jouets, articles de fêtes, voitures d’enfants (industrie)
- 3053 jouets, bimbeloterie, bazars (commerce de gros)
- 3136 journalistes

- Haut – A
- B
- C
- D
- E
- F
- G
- H
- I
- J
- K
- L
- M
- N
- O
- P
- Q
- R
- S
- T
- U
- V
- W
- X
- Y
- Z

## L
- 3038 laboratoires cinématographiques et sous-titrage
- 3608 lait
- 3124 lait - industrie laitière
- 3310 les métiers du verre tailleurs, boucheurs, décorateurs, commerce de flaconnage, verrerie à la main travaillée au chalumeau, verriers

- Haut – A
- B
- C
- D
- E
- F
- G
- H
- I
- J
- K
- L
- M
- N
- O
- P
- Q
- R
- S
- T
- U
- V
- W
- X
- Y
- Z

## M
- 3147 machines à coudre (commerce des)
- 3131 machines et matériel agricoles, matériels de travaux publics, bâtiment et manutention, motoculture de plaisance, jardins et espaces verts
- 3007 maisons d’alimentation à succursales, supermarchés, hypermarchés (gérants mandataires)
- 3318 mannequins adultes et mannequins enfants de moins de seize ans employés par les agences de mannequins
- 3170 manutention ferroviaire
- 3273 manutention portuaire
- 3256 mareyeurs expéditeurs
- 3157 maroquinerie, articles de voyage, chasse-sellerie, gainerie, bracelets en cuirs en attente de la convention collective nationale des industries de la maroquinerie, articles de voyage, chasse-sellerie, gainerie, bracelets en cuir
- 3154 matériaux de construction (négoce des)
- 3031 médecine du travail (personnel des services interentreprises)
- 3109 métallurgie (accords nationaux)
- 3025 métallurgie (ingénieurs et cadres)
- 3126 métallurgie (région parisienne)
- 3169 métreurs vérificateurs, économistes de la construction (cabinets)
- 3060 meunerie
- 3050 miroiterie, transformation et négoce du verre
- 3304 missions locales et paio
- 3300 mutualité

- Haut – A
- B
- C
- D
- E
- F
- G
- H
- I
- J
- K
- L
- M
- N
- O
- P
- Q
- R
- S
- T
- U
- V
- W
- X
- Y
- Z

## N
- 3187 navigation de plaisance
- 3293 navigation intérieure (personnel des entreprises des transports de passagers)
- 3153 navigation intérieure (personnel sédentaire : cadres et etam)
- 3216 navigation libre (personnel sédentaire des entreprises de)
- 3287 négoce de bois d’œuvre et produits dérives
- 3056 négoce de l’ameublement
- 3286 négoce et prestations de services dans les domaines médico-techniques
- 3234 nettoyage et manutention sur les aéroports (région parisienne)
- 3134 notariat

- Haut – A
- B
- C
- D
- E
- F
- G
- H
- I
- J
- K
- L
- M
- N
- O
- P
- Q
- R
- S
- T
- U
- V
- W
- X
- Y
- Z

## O
- 3184 œufs et industries en produits œufs (centres immatriculés de conditionnement, de commercialisation et de transformation)
- 3084 optique-lunetterie de détail
- 3014 organismes gestionnaires de foyers et services pour jeunes travailleurs

- Haut – A
- B
- C
- D
- E
- F
- G
- H
- I
- J
- K
- L
- M
- N
- O
- P
- Q
- R
- S
- T
- U
- V
- W
- X
- Y
- Z

## P
- 3252 papeterie, fournitures de bureau, bureautique et informatique, librairie (commerce de détail)
- 3054 papiers cartons (distribution et commerce de gros des) - ingénieurs et cadres
- 3158 papiers-cartons (distribution et commerce de gros des) ouvriers, employés, techniciens et agents de maîtrise
- 3242 papiers, cartons et celluloses (production des) - oedtam
- 3250 papiers, cartons et industries connexes (transformation) oedtam
- 3068 papiers cartons et pellicule cellulosique (transformation des - ingénieurs et cadres)
- 3613 parcs et jardins zoologiques ouverts au public
- 3123 parfumerie esthétique
- 3294 pâtes alimentaires sèches et couscous non préparé
- 3215 pâtisserie
- 3239 peintres en lettres graphistes-décorateurs en signalisation, enseignes, publicité peinte
- 3115 personnel des agences générales d’assurances
- 3609 personnel des élevages aquacoles
- 3611 personnel des organismes de contrôle laitier
- 3301 personnel des prestataires de services dans le domaine du secteur tertiaire (IDCC 2098)
- 3288 personnel navigant technique des exploitants d’hélicoptères
- 3201 personnel non médical des centres de lutte contre le cancer
- 3190 personnels des sociétés anonymes et fondations d’hlm
- 3001 pétrole (industrie du)
- 3262 pharmaceutique de répartition
- 3052 pharmacie d’officine
- 3104 pharmacie (industrie pharmaceutique)
- 3063 pharmacie - produits à usage pharmaceutique, parapharmaceutique, vétérinaire (fabrication et commerce)
- 3066 plasturgie
- 3243 poissonnerie
- 3269 pompes funèbres
- 3164 porcelaine (industries françaises) convention collective dénoncée par lettre du 28 avril 1998 (bo cc 98-21) et dispositions reprises dans la convention collective des industries céramiques de France (brochure no 3238).
- 3183 ports de plaisance
- 3290 presse d’information spécialisée - cadres, technicien, agents de maîtrise
- 3289 presse d’information spécialisée - employés
- 3291 presse hebdomadaire régionale
- 3143 presse hebdomadaire régionale (cadres et employés) presse hebdomadaire parisienne (employés) presse périodique et/ou hebdomadaire (employés)
- 3141 presse quotidienne régionale - départementale
- 3140 presse quotidienne régionale, départementale, de province
- 3196 prévention et sécurité
- 3048 production cinématographique
- 3314 production de films d’animation
- 3011 production des papiers, cartons et celluloses (ingénieurs et cadres)
- 3165 produits du sol, engrais et produits connexes
- 3150 professions de la photographie
- 3173 propreté (entreprises de)
- 3254 prothésistes dentaires et personnels de laboratoires de prothèses dentaires
- 3261 publicité directe (logistique)
- 3073 publicité et assimilées (entreprises)

- Haut – A
- B
- C
- D
- E
- F
- G
- H
- I
- J
- K
- L
- M
- N
- O
- P
- Q
- R
- S
- T
- U
- V
- W
- X
- Y
- Z

## Q
- 3091 quincaillerie brochure remplacée par la brochure no 3311 relative aux commerces de quincaillerie, fournitures industrielles, fers-métaux et équipements de la maison.
- 3160 quincaillerie brochure remplacée par la brochure no 3311 relative aux commerces de quincaillerie, fournitures industrielles, fers-métaux et équipements de la maison.

- Haut – A
- B
- C
- D
- E
- F
- G
- H
- I
- J
- K
- L
- M
- N
- O
- P
- Q
- R
- S
- T
- U
- V
- W
- X
- Y
- Z

## R
- 3285 radiodiffusion
- 3228 récupération (industrie et commerce)
- 3027 reprographie
- 3099 réseaux de transports publics urbains de voyageurs
- 3225 restauration de collectivités
- 3227 restauration ferroviaire
- 3245 restauration rapide
- 3264 rouissage et teillage du lin

- Haut – A
- B
- C
- D
- E
- F
- G
- H
- I
- J
- K
- L
- M
- N
- O
- P
- Q
- R
- S
- T
- U
- V
- W
- X
- Y
- Z

## S
- 3180 salaries du particulier employeur (IDCC 2110)
- 3137 sérigraphie
- 3034 services de l’automobile (commerce et réparation de l’automobile, du cycle et du motocycle - activités connexes - contrôle technique automobile - formation des conducteurs)
- 3219 sociétés de doublage et de postsynchronisation des œuvres audiovisuelles
- 3059 sociétés financières
- 3049 sport et équipements de loisirs (commerce des articles)
- 3026 sucreries, sucreries-distilleries et raffineries de sucre
- 9420 activité des syndicats de salariés

- Haut – A
- B
- C
- D
- E
- F
- G
- H
- I
- J
- K
- L
- M
- N
- O
- P
- Q
- R
- S
- T
- U
- V
- W
- X
- Y
- Z

## T
- 3303 télécommunications
- 3122 téléphériques et engins de remontées mécaniques
- 3278 télévision (artistes-interprètes engagés pour des émissions de)
- 3106 textile (industrie)
- 3268 théâtres privés
- 3298 thermalisme
- 3042 thermiques (équipements)
- 3047 tissus, tapis, linge de maison (commerce de gros)
- 3175 tourisme (organismes)
- 3151 tourisme social et familial
- 3177 transport aérien (personnel au sol)
- 3085 transports routiers
- 3259 travail aérien (personnel navigant des essais et réceptions)
- 3041 travail mécanique du bois, des scieries, du négoce et de l’importation des bois
- 3212 travail temporaire - personnels intérimaires et permanents
- 3005 travaux publics
- 3086 tuiles et briques (industrie des)

- Haut – A
- B
- C
- D
- E
- F
- G
- H
- I
- J
- K
- L
- M
- N
- O
- P
- Q
- R
- S
- T
- U
- V
- W
- X
- Y
- Z

## V
- 3079 verre (fabrication mécanique)
- 3282 vétérinaires (cabinets et cliniques)
- 3179 viande (industrie et commerces en gros des viandes)
- 3029 vins, cidres, jus de fruits, sirops, spiritueux, et liqueurs de France
- 3172 vitrail (industrie du)
- 3022 voies ferrées d’intérêt local
- 3075 voyageurs, représentants, placiers (accords nationaux interprofessionnels)